# 辻井淳
辻井 淳（つじい じゅん）は、日本のヴァイオリニストで、「京都市交響楽団」・「新日本フィルハーモニー」・「アンサンブル神戸」のコンサートマスターを務め、多くの室内楽プロジェクトにも参加している音楽家。現在、神戸女学院大学音楽学部の准教授である。

## 概要
東京芸術大学を卒業後、DAAD奨学生としてシュトゥットガルト音楽演劇大学に留学。第50回日本音楽コンクールヴァイオリン部門で第2位を獲得し、「京都市交響楽団」のコンサートマスターとしても活動した。ソリストとしても活躍し、様々な著名な指揮者と共演している。

## 受賞・表彰
- 第50回日本音楽コンクールヴァイオリン部門第2位
- 第39回藤堂音楽賞

## ディスコグラフィ
ヴァイオリン小品集を中心に、輸入盤を含め20枚以上のCDをリリース。
「迷宮」、「プラターに再び花咲き」、「ジョスランの子守歌」、「秋の詩」、「賛仰」などのアルバムが挙げられる。